# إرنست فينجر
إرنست فينجر (بالألمانية: Ernest Finger)‏ هو طبيب الجلد ‏ وأستاذ جامعي نمساوي، ولد في 1856 في براغ في التشيك، وتوفي في 1939 في فيينا في النمسا.